# Broer Dirkx
Mathijs Dirkx, més conegut com a Broer Dirkx   (Reusel, 11 de novembre de 1935 - Valkenswaard, 2 de març de 2005) fou un pilot de motocròs neerlandès que destacà tant en competicions individuals com en les de sidecar. Durant les dècades del 1950 i 1960 guanyà sis campionats dels Països Baixos de motocròs i dos Grans Premis del campionat del món. Un cop passat al sidecarcross, en guanyà tres campionats dels Països Baixos.
Pilot de gran corpulència i força física, amb més de 100 kg de pes, Broer Dirkx era conegut al món de les competicions com a The Bulldog o Bulldozer. Era habitual veure'l competir amb el mateix dorsal, l'H12. Els seus germans Albert, Piet i Jan Dirkx foren també pilots de motocròs de renom al seu país.

## Resum biogràfic

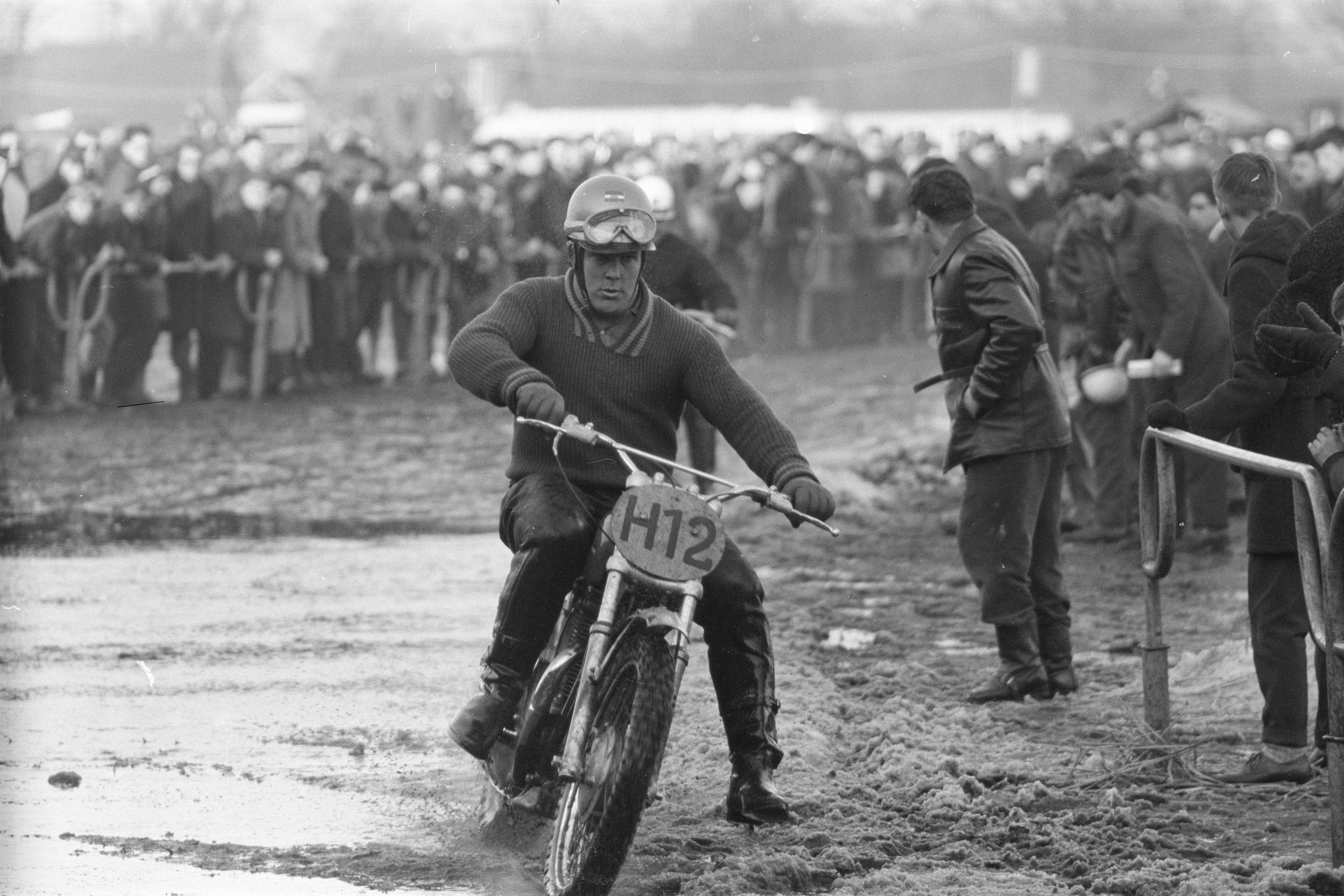
Broer Dirkx amb la Lito, durant una cursa als Països Baixos el 1963

Conegut familiarment com a Broer ("Germà" en neerlandès), Dirkx va començar a competir en motocròs en categoria junior amb una Matchless. Després d'un temps corrent al seu país, començà a fer-ho al Campionat del món de 500cc, inicialment amb Matchless i després amb BSA i Lito. La seva millor classificació final al mundial fou el quart lloc que aconseguí amb la BSA el 1959. Aquell any guanyà el seu primer Gran Premi, el dels Països Baixos, disputat a Norg. Repetí victòria en aquest mateix Gran Premi l'any 1962 (en aquella ocasió, celebrat a Dreumel). Durant la seva etapa d'activitat internacional en aquest esport, formà part onze anys seguits de l'equip dels Països Baixos al Motocross des Nations.
El 1967, Dirkx va abandonar les competicions de motocròs individual, però un any després, el 1968, va començar a fer-ho per sorpresa en sidecarcross. El seu debut fou tan reeixit que va guanyar a la primera el Campionat dels Països Baixos, amb Joop Brouwer de passatger. Aquest èxit li va valdre la Copa Hans de Beaufort, la màxima distinció possible dins l'esport del motociclisme als Països Baixos. Sempre com a pilot, Dirkx competí en sidecarcross amb equips propulsats per motocicletes BSA, Laverda i Norton i amb diversos passatgers, entre ells Joop Brouwers, Anton Seuntjes, Wim van Belkom, Fons ten Vregelaar, Dick de Wolf, Theo Verhoeven, Andre Godschalk i Henk Mensinck. De 1971 a 1976, any en què va abandonar definitivament les curses, va competir també al Campionat d'Europa de sidecarcross.
Un cop retirat de la competició, Dirkx es dedicà a dirigir el seu negoci a Valkenswaard, el bar de Toerist. Encara va tenir ocasió, però, d'aconseguir una altra victòria esportiva, aquest cop a cavall en una competició d'hípica a Oerle.
Broer Dirkx es va morir a 69 anys el 2005, casualment el mateix dia que es va morir un altre recordat pilot de motocròs neerlandès, Frans Sigmans.

## Palmarès

### Motocròs
| Any  | Motocicleta | C. del Món | C. P. Baixos |
| Any  | Motocicleta | 500cc      | 500cc        |
| ---- | ----------- | ---------- | ------------ |
| 1956 | Matchless   | 14è        |              |
| 1957 | BSA         | 10è        | 1r           |
| 1958 | BSA         | -          | 1r           |
| 1959 | BSA         | 4t         | 1r           |
| 1960 | BSA         | 11è        |              |
| 1961 | BSA         | 7è         |              |
| 1962 | BSA         | 8è         |              |
| 1963 | Lito        | 21è        | 1r           |
| 1964 | Lito        | 18è        | 1r           |
| 1965 | Lito        | 18è        | 1r           |

Notes
1. ↑  Fins al 1956 inclòs no existia el Campionat del Món de 500 cc, ans el Campionat d'Europa
2. ↑  Superior a 150 cc

### Sidecarcross
- 3 Campionats dels Països Baixos:
  - 1968 amb Joop Brouwers (BSA)
  - 1972 amb Dick de Wolff (Wasp-Norton)
  - 1974 amb Andre Godschalk i Henk Mensinck (Wasp-Norton)